# Hantos
Hantos ist eine ungarische Gemeinde im Kreis Sárbogárd im Komitat Fejér.

## Geschichte
Der Ort wurde bereits 1211 unter dem Namen Hantos schriftlich erwähnt. Im Mittelalter war die Gegend ein administrativ-militärisches Zentrum der Kumanen. Ab 1419 wurde der Ort Hantosegyháza genannt. Im 18. Jahrhundert gab es zwei getrennte Ortschaften, Kishantos und Nagyhantos. Zwischen 1872 und 1950 gehörte die Ortschaft zu der Gemeinde Nagylók. Seit 1950 ist Hantos administrativ eine selbständige Gemeinde.

## Gemeindepartnerschaft
- Velling, Dänemark

## Sehenswürdigkeiten
- Landhaus Fiáth-Nagy (Fiáth-Nagy-kúria), erbaut Anfang des 19. Jahrhunderts
- Römisch-katholische Kirche Sarlós Boldogasszony, erbaut 1863–1864
- Schloss Batthyány-Zichy-Sennyei (Batthyány-Zichy-Sennyei-kastély), erbaut Ende des 18. Jahrhunderts

## Verkehr
In Hantos treffen die Landstraßen Nr. 6217 und Nr. 6228 aufeinander. Die nächstgelegenen Bahnhöfe befinden sich in Nagylók und Sárosd.